# Maria Magdalena kyrkogård
Maria Magdalena kyrkogård är en kyrkogård belägen vid Maria Magdalena kyrka på Södermalm i Stockholm.

## Historik
Kyrkogården har varit i bruk sedan 1350-talet då en kunglig donation bestämde att ett begravningskapell skulle uppföras. Längs kyrkogårdens södra sida ligger gravkor byggda mellan 1709 och 1777. De är snarlika med putsade murar uppdelade av pilastrar med putsade bågar emellan. I anslutning mot sydväst ligger ett tidigare begravningskapell byggt 1929 och ritat av Lars Israel Wahlman. Byggnaden inrymmer idag den finska ortodoxa församlingens kyrka.  
De äldsta gravvårdarna på kyrkogården är från 1700-talets början. På kyrkogården ligger skalderna Erik Johan Stagnelius, Evert Taube, Johan Runius, Carl August Nicander och Lasse Lucidor begravda, liksom konstnären Hilding Linnqvist och fornforskaren och riksantikvarien Johan Gustaf Liljegren. Evert Taubes grav är smyckad med en byst, utförd av hans hustru Astri Taube. Maria Kristina Kiellström, känd som Bellmans Ulla Winblad, är också begravd på kyrkogården. Christopher Polhem dog 1751 och begravdes i Maria Magdalena kyrka i närvaro av bland andra Emanuel Swedenborg. En minnestavla över Polhem finns i kyrkorummet till vänster om altaret. I kyrkan finns också en minnestavla över Carl  Michael Bellman, vars morfar Michael Hermonius var kyrkoherde i församlingen.